# Коктуш
Кокту́ш (рос. Коктуш, марій. Коктуш) — присілок у складі Кілемарського району Марій Ел, Росія. Входить до складу Великокібеєвського сільського поселення.

## Населення
Населення — 24 особи (2010; 34 у 2002).
Національний склад (станом на 2002 рік):
- марі — 65 %